# Huìjiǎo
Huìjiǎo (慧皎; resa in Wade-Giles: Hui-chiao; in giapponese: Ekō; in coreano: 혜교) (Hyegyo, 497 – 554) è stato un monaco buddista cinese originario della regione dello Shangyu (上虞; odierno Zhèjiāng 浙江) e autore del Gāosēngzhuàn (高僧傳, al T.D. 2059), la celebre raccolta di biografie di eminenti monaci buddisti, cinesi e non, vissuti in Cina tra il 67 e il 519.
Visse a Jiaxiangsi (嘉祥寺, odierna Shaoxing, 紹興) dove era uso redigere le sue opere durante le stagioni dell'autunno e dell'inverno, mentre di primavera e d'estate attraversava la regione come missionario del Dharma buddista.
Nel 552 fuggì dai disordini provocati dalla ribellione di Hóujǐng (侯景, 503-552) rifugiandosi a Pénchéng 湓城 (odierna Jiǔjiāng, 九江, nello Jiangxi). Morì nel 554.